# Locomotora

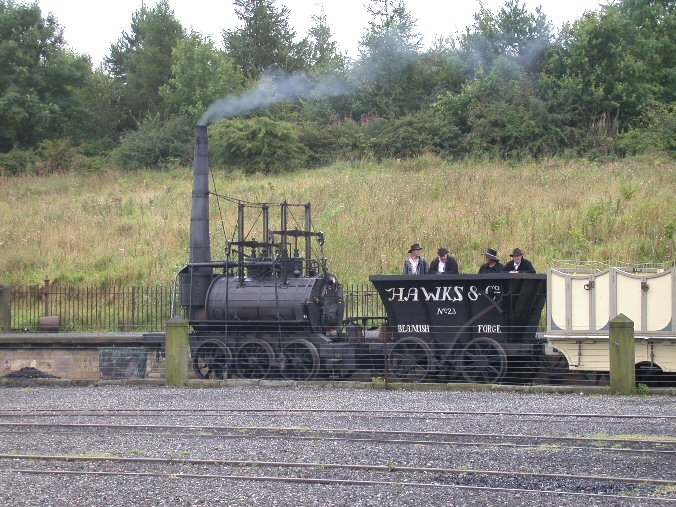
Locomotora Elephant (1815)

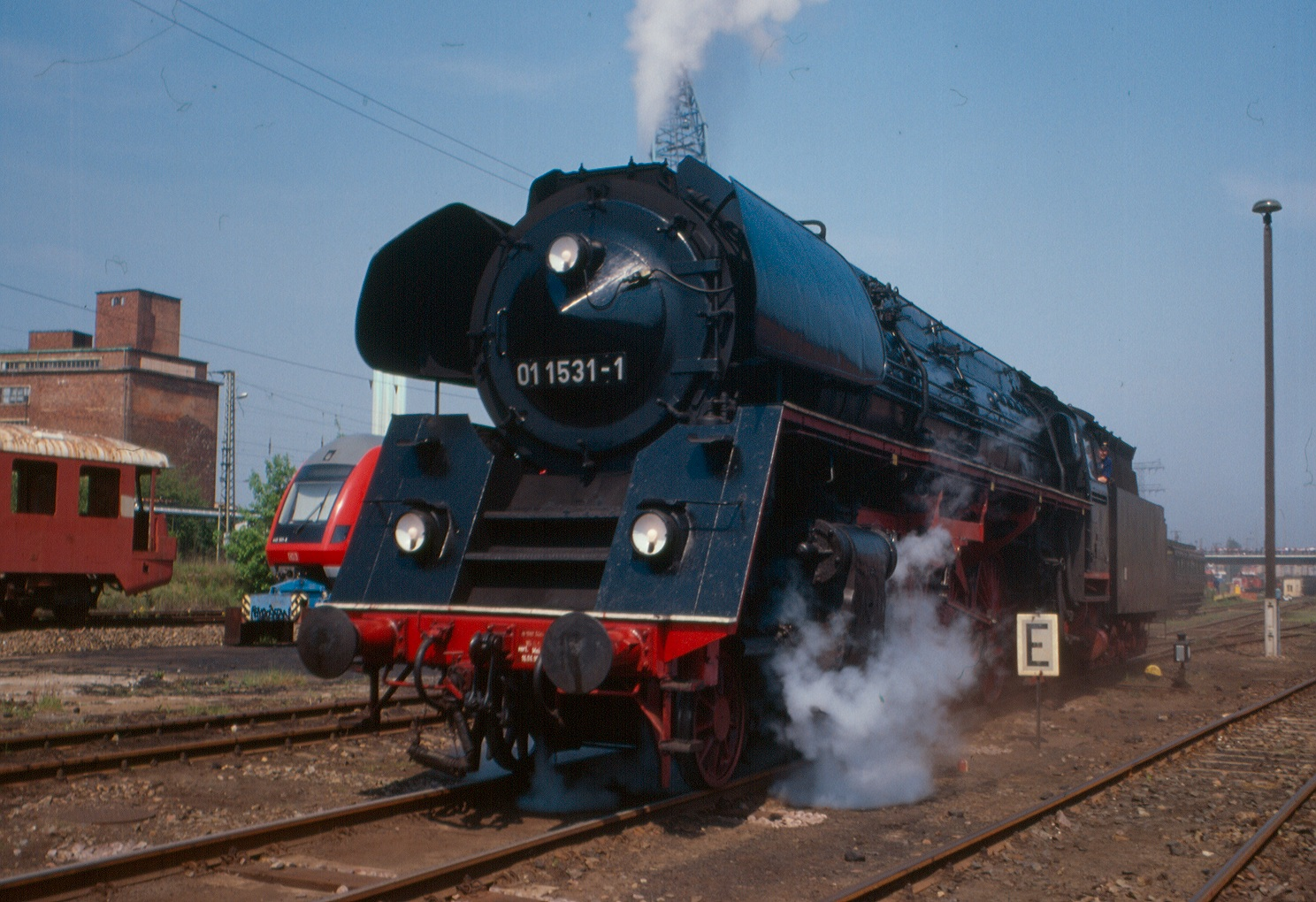
Locomotora 01 (1531)

La locomotora és el material rodant amb motor que s'utilitza per donar tracció als trens. Va ser un gran canvi a tot el mon ja que permetia el comerç i desplacar-te molt mes ràpid. Des dels seus inicis, a principis del segle xix, fins a mitjans del segle xx, les locomotores van funcionar amb vapor. La primera locomotora a vapor va ser construïda el 1804 per Richard Trevithick per a les mines de Penydarren, a Gal·les. Fins al 1825, la utilització de locomotores de vapor fou exclusiva de línies fèrries en les mines de carbó. El mateix any es va inaugurar el ferrocarril Stockton - Darlington, que va ser el primer a prestar servei públic de transport de càrregues amb locomotores de vapor. Els trens de passatgers consistien en diligències tirades per cavalls. La primera línia de passatgers amb servei regular amb tracció de vapor fou la Canterbury - Wishtable, al sud de la Gran Bretanya. La primer línia considerada moderna fou la Manchester - Liverpool, inaugurada el 1830. Totes tres línies utilitzaven locomotores construïdes per George Stephenson. Les locomotores elèctriques existeixen des de finals del segle xix, però el gran cost de la instal·lació i el fet de ser una tecnologia nova les van relegar a usos concrets, com, per exemple, els grans ports de muntanya de Suïssa on, malgrat el cost elevat de la instal·lació, donaven millors resultats que les locomotores de vapor. Les locomotores dièsel no es van desenvolupar plenament fins als anys cinquanta, quan les millores en aquesta tecnologia van permetre fabricar motors amb la potència necessària.

## Locomotora de vapor
La locomotora de vapor típica empra una caldera horitzontal cilíndrica amb la llar en la part posterior, parcialment dintre de la cabina que protegeix els operaris de les inclemències meteorològiques. La llar és el lloc on es crema el combustible. Està format per quatre parets laterals i un sostre, denominat cel. En la base hi ha la graella o cremador, sobre el qual es diposita el combustible, i, sota la graella, el cendrer, una caixa per recollir les cendres, i la boca per la qual entra l'aire per a la combustió. Els fums de la llar surten per una sèrie de tubs situats longitudinalment dintre de la caldera i envoltats d'aigua, a la qual transmeten la calor. El conjunt de tubs es denomina feix tubular. Alguns, de major diàmetre, contenen en el seu interior altres tubs més fins pels quals circula vapor per ser reescalfat i augmentar així la potència de la locomotora. En la part frontal de la caldera hi ha la caixa de fums, on va a parar el fum després d'haver passat pels tubs del feix, abans de sortir per la xemeneia, que sobresurt en la part superior. El vapor es recull en la part més alta de la caldera, bé sigui a través d'un tub perforat, situat per sobre del nivell de l'aigua, o bé per un dom (cúpula en la part superior). El vapor surt de la caldera a través d'una vàlvula anomenada regulador.

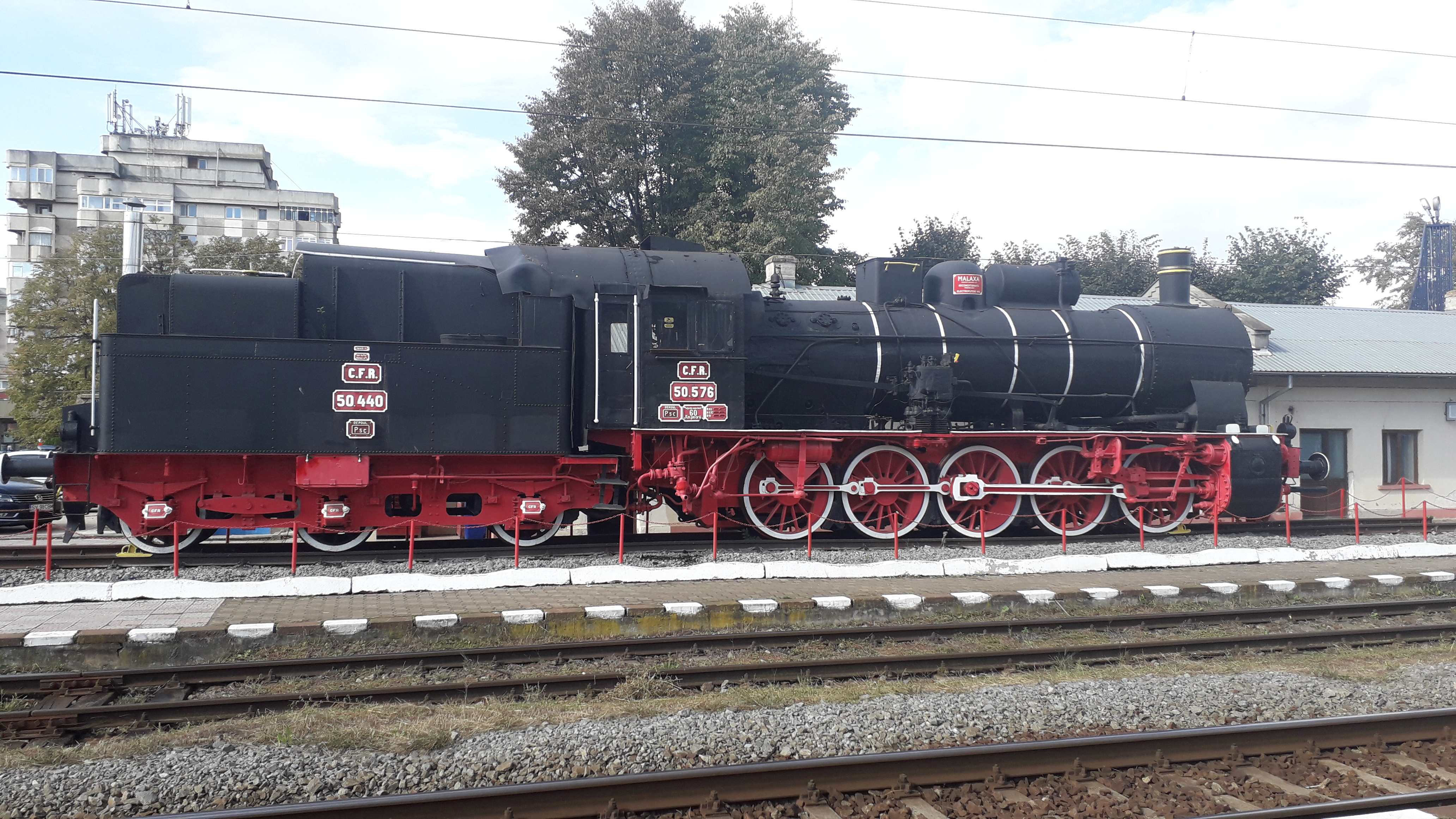
Locomotora de vapor a Suceava, Romania

Locomotora de 1802 de Trevithick

La primera locomotora de vapor de ferrocarril en funcionament a escala operativa va ser construïda per Richard Trevithick el 1802. Es va fabricar per a la fosa de Coalbrookdale a Shropshire a Anglaterra, encara que no ha conservat cap vestigi del seu funcionament en aquell lloc. El 21 de febrer de 1804, el primer viatge ferroviari a vapor registrat va tenir lloc quan una altra de les locomotores de Trevithick va remolcar un tren des de la fosa de Penydarren, a Merthyr Tydfil, fins a Abercynon, al sud de Gal·les. Associat amb el seu cosí Andrew Vivian, les seves locomotores van obtenir un èxit parcial, llastades per l'encara incipient desenvolupament dels carrils metàl·lics. El disseny va incorporar una sèrie d'innovacions importants, inclòs l'ús de vapor a alta pressió, un avenç que va reduir el pes del motor i va augmentar-ne l'eficiència.

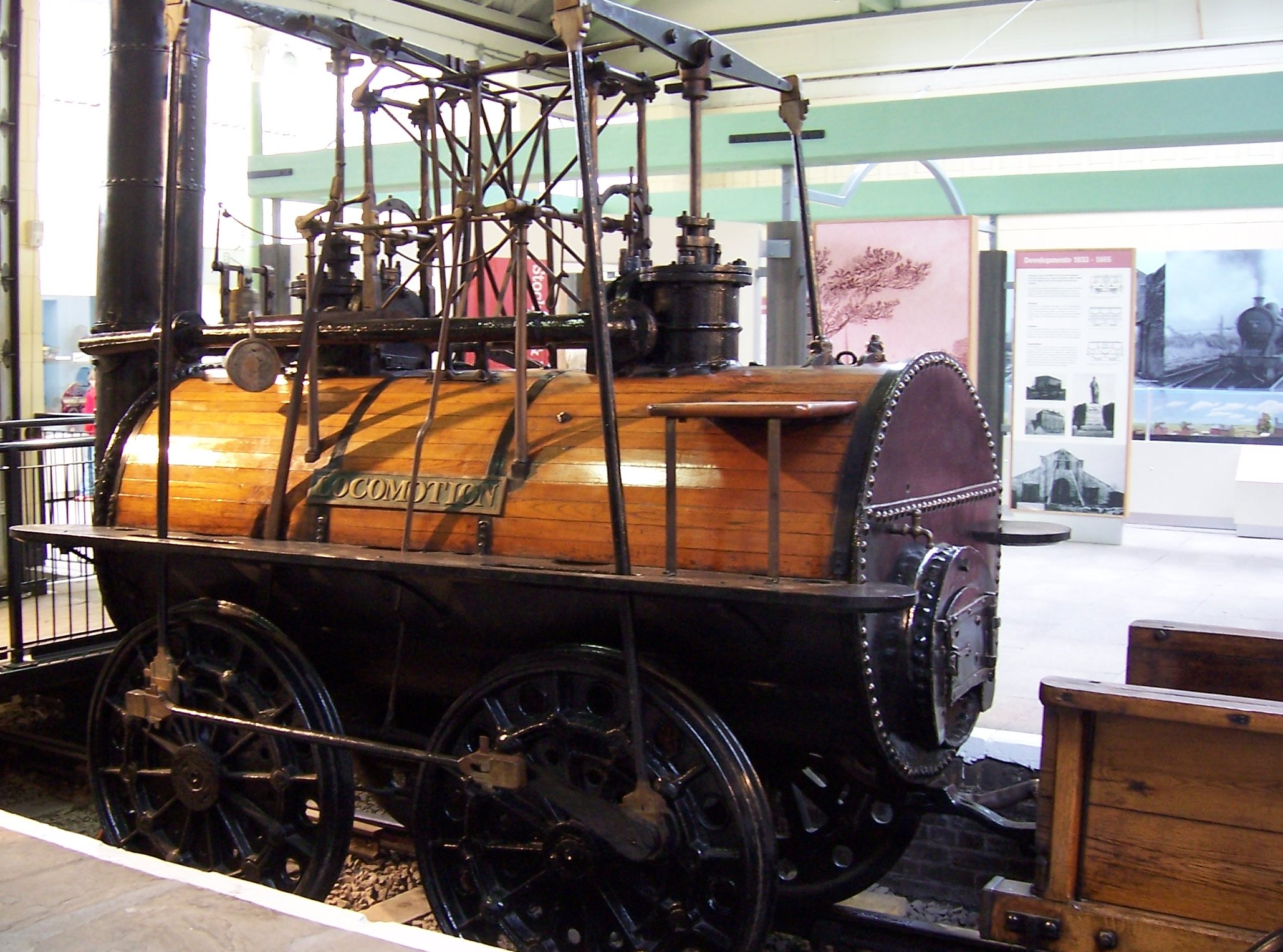
La Locomotion No. 1 al Museu i Centre Ferroviari de Darlington

En 1812, la locomotora Salamanca de Matthew Murray va funcionar per primera vegada en la línia de cremallera i pinyó del Ferrocarril de Middleton; que és generalment considerada com la primera locomotora comercialment reeixida. Una altra locomotora primerenca ben coneguda era la Puffing Billy, construïda entre 1813 i 1814 per l'enginyer William Hedley per a la Wylam Colliery, una explotació carbonera situada prop de Newcastle upon Tyne. Aquesta locomotora és la més antiga conservada i es troba en exhibició estàtica al Museu de Ciències de Londres. George Stephenson va construir la Locomotion No. 1 per al Ferrocarril de Stockton i Darlington al nord-est d'Anglaterra, que va ser el primer ferrocarril de vapor públic del món. En 1829, el seu fill Robert va construir "The Rocket" a Newcastle upon Tyne. Aquesta locomotora va participar i va guanyar les proves de Rainhill. Aquest èxit va fer que l'empresa emergís com el primer constructor principal de locomotores de vapor utilitzades als ferrocarrils del Regne Unit, els EUA i gran part d'Europa. El Ferrocarril de Liverpool i Manchester, construït per Stephenson, es va inaugurar un any després, fent ús exclusiu de l'energia de vapor per a trens de passatgers i trens de mercaderies.

## Locomotora dièsel

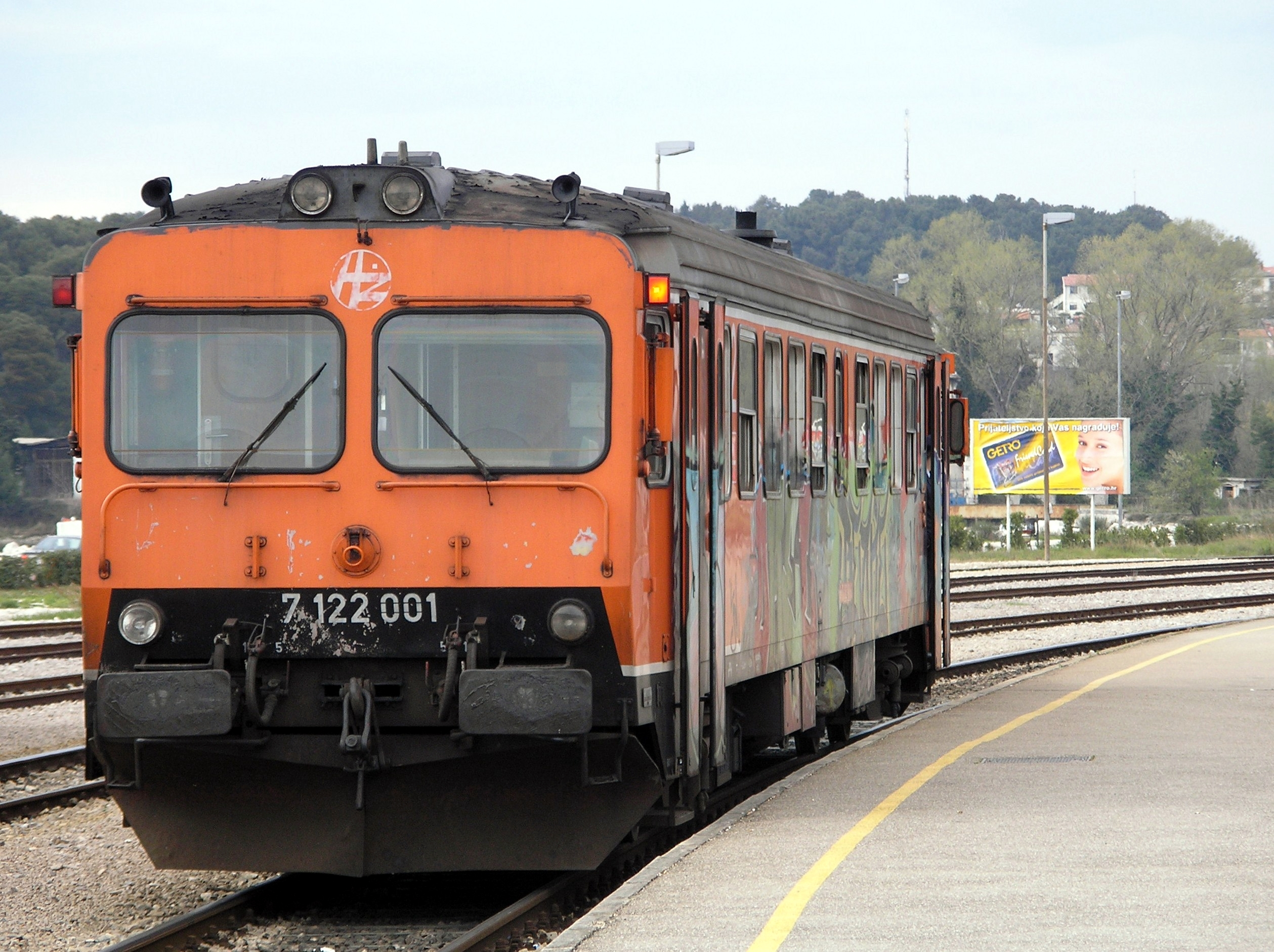
Un automotor dièsel del ferrocarril croata

Les locomotores dièsel són aquelles que utilitzen com a font d'energia la produïda per un motor de combustió interna de cicle dièsel. La transmissió de la potència es realitza amb transmissió mecànica convencional en petites locomotores de maniobra, i màquines auxiliars. En locomotores de major potència, la transmissió mecànica no és adequada i se substitueix per la transmissió hidràulica o elèctrica. Hi ha locomotores dièsel que arrosseguen trens de viatgers capaços de superar els 250 km/h, però els seus principals problemes són les temperatures sota zero, els forts pendents i els trens de gran tonatge.

## Locomotora elèctrica
Vegeu també: Tren elèctric.

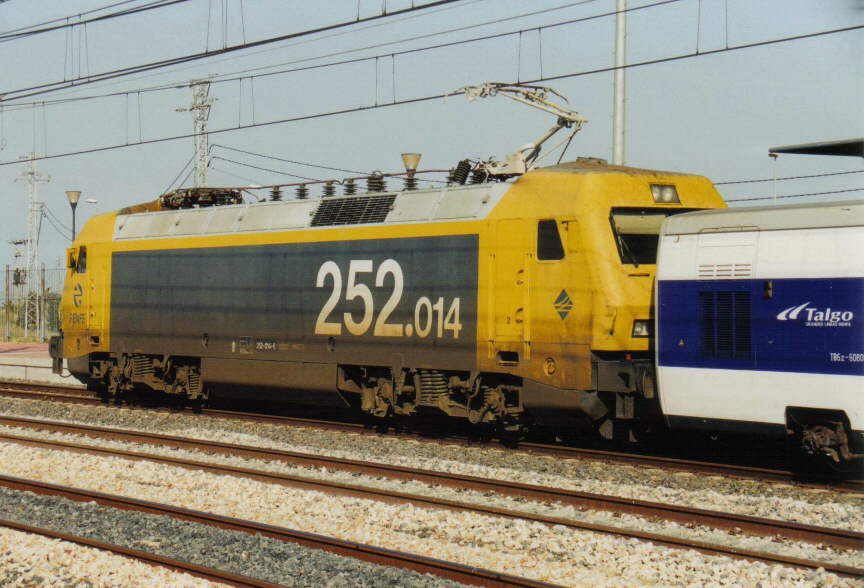
Locomotora elèctrica sèrie 252 de Renfe

Les locomotores elèctriques són les que utilitzen com a font d'energia l'electricitat provinent d'una font externa per aplicar-la directament a motors de tracció elèctrics. Les locomotores elèctriques requereixen la instal·lació de cables d'alimentació al llarg de tot el recorregut, que se situen per sobre dels trens a fi d'evitar accidents. Aquesta instal·lació es coneix com a catenària, a causa de la forma que adopta el cable del qual penja el cable electrificat, que ha de mantenir-se paral·lel a les vies. Les locomotores prenen l'electricitat a través d'una estructura metàl·lica articulada, que fa pressió sobre la catenària, anomenada pantògraf. El cost de la instal·lació d'alimentació fa que la tracció elèctrica solament sigui rendible en línies d'alt trànsit, o bé en vies amb gran part del recorregut en túnel sota muntanyes o per sota del mar, amb dificultats per a la presa d'aire per a la combustió dels altres tipus de motor. Un cop desenvolupada una línia ferroviària per a la circulació de vehicles elèctrics, fa que l'elecció d'aquest tipus de tracció sigui el més econòmic, el menys contaminant i el més ràpid. Als anys 1980 es van integrar com a propulsors de vehicles elèctrics ferroviaris els motors asíncrons, i van aparèixer els sistemes electrònics de regulació de potència que van donar el suport definitiu a l'elecció d'aquest tipus de tracció per les companyies ferroviàries. Les dificultats d'aplicar la tracció elèctrica en zones amb climatologia extrema fa que les companyies i governs s'inclinin per la tracció dièsel. La neu intensa i la seva filtració per ventiladors a les càmeres d'alta tensió originen derivacions de circuits elèctrics que desapareixen a l'assecar-se adequadament el circuit, però que deixen inservibles aquestes locomotores mentre duri el temporal. Les baixes temperatures fan que el fil de contacte de la catenària quedi inservible durant minuts o mesos, ja que aquest tipus de locomotores requereix actualment una connexió constant sense pèrdues de tensió.

## Locomotora dièsel-elèctrica
Les locomotores dièsel-elèctriques consisteixen bàsicament en dos components: un motor dièsel que mou un generador elèctric, i diversos motors elèctrics (coneguts com a motors de tracció) que comuniquen a les rodes (parells) la força d'atracció que mou a la locomotora. Generalment hi ha un motor de tracció per cada eix: generalment 4 o 6 en una locomotora típica. Els motors de tracció s'alimenten amb corrent elèctric i després, per mitjà de pinyons, mouen les rodes.

## Locomotora dièsel-hidràulica
Les locomotores dièsel-hidràuliques utilitzen un sistema de turbines hidràuliques acoblades entre si. El mecanisme permet fer arribar la potència de forma gradual des del motor girant permanentment cap a les rodes que parteixen de desocupat. El principal inconvenient d'aquest sistema és la incapacitat de moure càrregues molt grans, per la qual cosa s'usen principalment en automotors.

## Configuracions especials

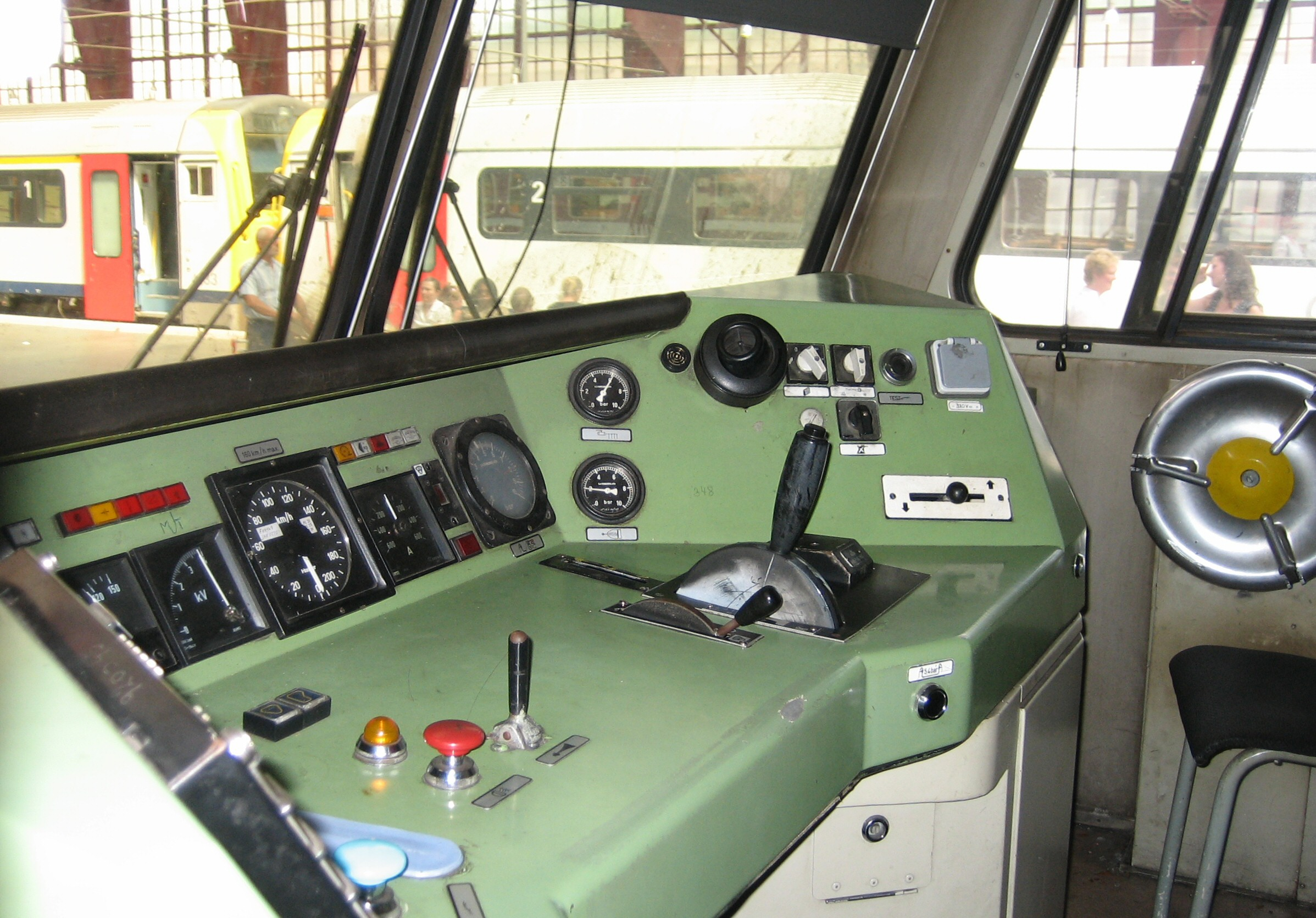
Cabina de conducció, Anvers (Bèlgica)

Durant molts anys les locomotores estaven situades davant del comboi i havien de canviar de posició quan s'invertia el sentit de la marxa. En temps més recents, molts trens disposen en un extrem d'una locomotora i en l'altre un cotxe de passatgers amb una cabina, cosa que permet al tren circular en qualsevol dels dos sentits sense necessitat de modificar la posició de la locomotora. En un cas el tren és llençat per aquesta, i en l'altre és empès (en argot tècnic, es coneix com a "push-pull"). També hi ha la variant coneguda com a automotor, on no hi ha locomotora com a tal sinó que tot el tren és alhora cotxe de passatgers i locomotora, o s'intercalen remolcs sense tracció pròpia entre remolcs automotors.
Quan es tracta de desplaçar un nombre elevat de vagons o de cotxes de passatgers és freqüent veure l'ús de dos o més locomotores estirant els vagons o cotxes de passatgers, en trens de mercaderies i també en alguns de passatgers. Amb les locomotores de vapor és necessari tenir una dotació completa en cadascuna. En les locomotores diésel o elèctriques, mitjançant el sistema de comandament múltiple, hi ha interconnexions que permeten manejar el tren complet des d'una sola locomotora, i amb una sola dotació. En les locomotores antigues les interconnexions són elèctriques. En les més modernes, són electròniques. En qualsevol dels tres casos sempre hi ha una interconnexió pneumàtica per al sistema de frenat.
Hi ha una configuració particular de locomotores denominada mexicana perquè es va desenvolupar a Mèxic, que consisteix a connectar en comandament múltiple dues locomotores dièsel, però només una d'elles té el motor generador diésel. És a dir, els motors de tracció d'ambdues locomotores són alimentats amb el motor generador d'una de sola. D'aquesta forma s'assoleix augmentar, amb baix cost, el poder de tracció, traient-li el màxim profit als motors generadors.

Locomotora
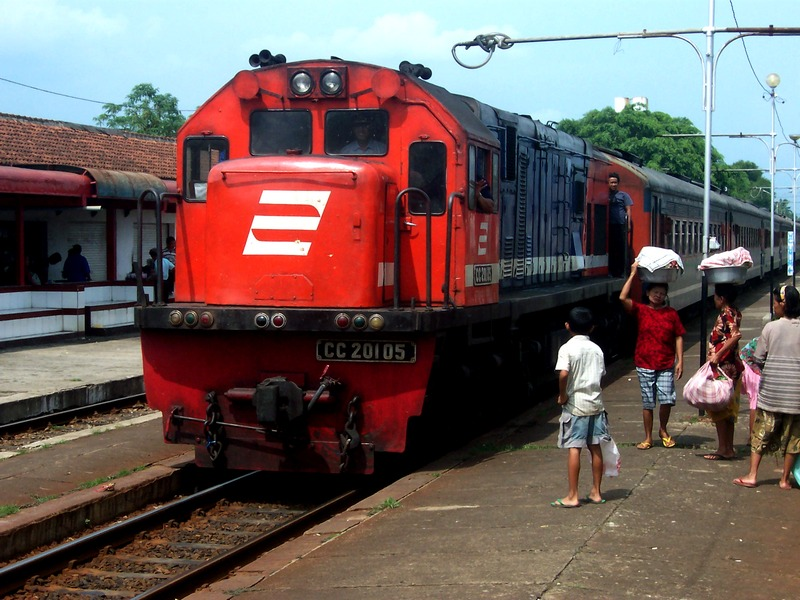
GE U20C in Indonèsia, #CC201-05
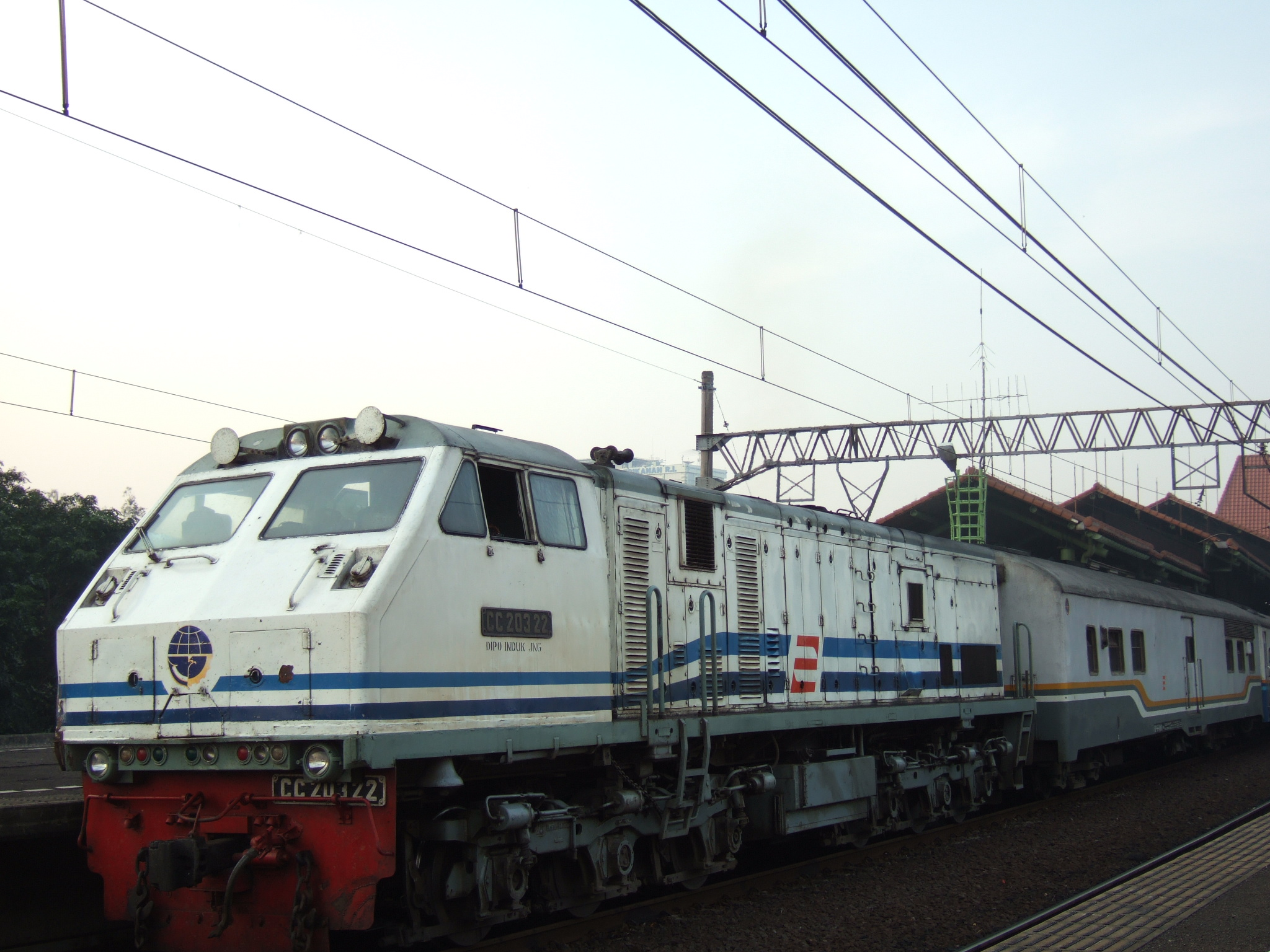
GE U20C "Full-Width Cabin" in Indonesia, #CC203-22
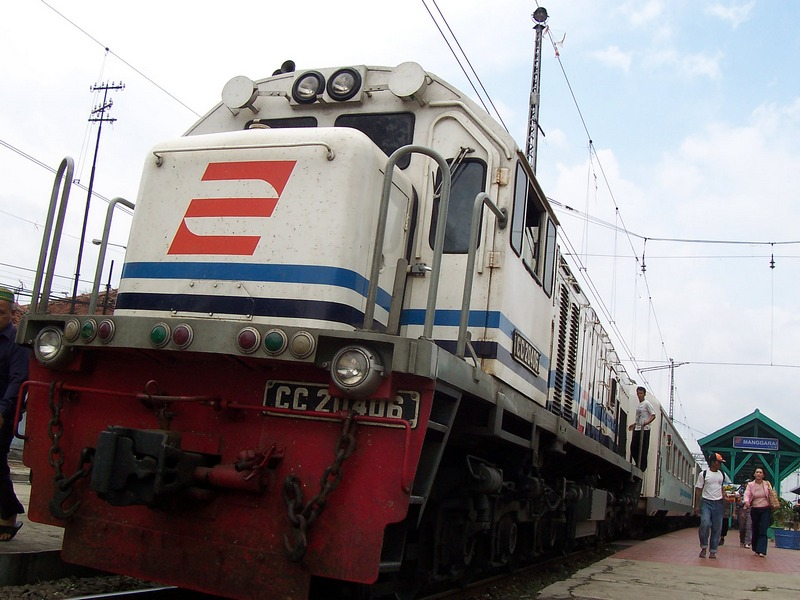
GE U20C full computer control locomotive in Indonesia, #CC204-06

## Ús
Hi ha tres usos principals de les locomotores en les operacions de transport ferroviari: per transportar trens de passatgers, trens de càrrega i per commutadors o maniobres.
Les locomotores de càrrega normalment estan dissenyades per oferir un esforç alt de tracció inicial i una alta potència sostinguda. Això permet iniciar i moure trens llargs i pesats, però generalment té el cost de velocitats màximes relativament baixes. Les locomotores de passatgers generalment desenvolupen un esforç de tracció inicial més baix, però poden operar a les altes velocitats requerides per mantenir els horaris dels passatgers. Les locomotores de trànsit mixt destinades tant a trens de passatgers com de càrrega no desenvolupen tant esforç de tracció inicial com una locomotora de càrrega, però poden transportar trens més pesats que una locomotora de passatgers.
La majoria de les locomotores de vapor tenen motors alternatius, amb pistons acoblats a les rodes motrius per mitjà de bieles, sense caixa de canvis intermèdia. Això vol dir que la combinació de l'esforç de tracció inicial i la velocitat màxima està molt influenciada pel diàmetre de les rodes motrius. Les locomotores de vapor destinades al servei de càrrega generalment tenen rodes motrius de menor diàmetre que les locomotores de passatgers.
En les locomotores dièsel-elèctriques i elèctriques, el sistema de control entre el motor de tracció i l'eix adapta la potència de sortida a les vies per al servei de càrrega o passatgers. Les locomotores de passatgers poden incloure altres característiques, com energia de capçalera (també coneguda com a energia d'hotel o subministrament de tren elèctric) o un generador de vapor.
Algunes locomotores estan dissenyades específicament per operar a ferrocarrils de pendent pronunciat i compten amb extensos mecanismes de frenada addicionals i, de vegades, cremallera i pinyó. Les locomotores de vapor construïdes per a ferrocarrils de cremallera i pinyó sovint tenen la caldera inclinada en relació amb el bastidor de la locomotora, de manera que la caldera roman aproximadament anivellada en pendents pronunciats.
Les locomotores també s'utilitzen en alguns trens d'alta velocitat: tots els TGV, molts AVE, alguns Korea Train Express i els ara retirats ICE 1 i ICE 2  tots els trens utilitzen locomotores, que també es poden conèixer com a vagons de motor. L'ús de vagons motoritzats permet fàcilment una alta qualitat de conducció i menys equip elèctric, però en comparació amb les unitats múltiples elèctriques, també ofereixen una acceleració més baixa i pesos d'eix més alts (per als vagons motoritzats). El KTX-Sancheon i l'ICE 1 usen una combinació d'unitats elèctriques múltiples i automòbils motoritzats.